# Клей (окръг, Илинойс)
Вижте пояснителната страница за други населени места с името Клей.
Окръг Клей (на английски: Clay County) е окръг в щата Илинойс, Съединени американски щати. Площта му е 1217 km², а населението - 14 560 души (2000). Административен център е село Луисвил.